# Bajbars
Al-Malik al-Zahir Rukn al-Din Bajbars al-Bundukdari (arabsko الْمَلِك الظَّاهِر رُكْن الدِّين بَيْبَرْس الْبُنْدُقْدَارِيّ, dob. Kralj Bajbars Zmagoviti, steber vere, samostrelec), splošno znan kot Bajbars (arabsko بَيْبَرْس) in z vzdevkom Abu al-Futuh (أَبُو الْفُتُوح, dob. Oče osvajanj), je bil četrti mameluški sultan Egipta in Sirije, * 19. julij 1223/1228, † 1. julij 1277. 
Bil je Turek Kipčak iz rodbine Bahri in naslednik sultana Kutuza. Bil je eden od poveljnikov muslimanskih sil, ki so porazil vojsko francoskega kralja Ludvika IX., vodjo sedme križarske vojne. Leta 1260 je vodil predhodnico mameluške vojske v bitki pri Ajn Džalutu, ki je pomenila prvi večji poraz mongolske vojske in velja za prelomnico v zgodovini.
Bajbarsova vladavina je zaznamovala začetek obdobja prevlade Mamelukov v vzhodnem Sredozemlju in utrdila njihov vojaški sistem. Bajbarsu je uspelo utreti pot koncu križarske prisotnosti v Levantu in okrepiti zvezo Egipta in Sirije kot vodilne muslimanske države v regiji, sposobne obraniti grožnje tako križarjev kot Mongolov. Sultanat je podjarmil celo nubijsko kraljestvo Makurija, ki ga muslimanski imperij v prejšnjih poskusih  ni uspel osvojiti. Kot sultan je Bajbars kombiniral diplomacijo in vojaške akcije, kar je egiptovskim Mamelukom omogočilo, da so močno razširili svoj imperij. 

## Biografija
Bajbars je bil Kipčak, rojen v stepah severno od Črnega morja, takrat znanih kot Dašt-i Kipčak. Datum njegovega rojstva je sporen, saj naj bi bil rojen leta 625 po hidžri (12. december 1227 – 29. november 1228). Ker je bil leta 1247 star približno 24 let, bi bilo njegovo rojstvo bliže letu 1223. Bil je iz plemena Barli. Po besedah kumanskega rojaka in očividca Badr al-Dina Bajsarija so Barli pobegnili pred mongolskimi vojskami in se nameravali naseliti v Drugem bolgarskem cesarstvu, v virih imenovanem Vlaška. Črno morje so prečkali bodisi s Krima bodisi iz Alanije in v Bolgarijo prispeli okoli leta 1242. Medtem so Mongoli napadli Bolgarijo, vključno z regijami, kjer so se pred kratkim naselili kumanski begunci. Tako Bajbars, ki je bil priča pokolu svojih staršev, kot Bajsari sta bila med invazijo ujeta in bila na tržnici sužnjev v Sivasu prodana v suženjstvo v Sultanatu Rum. Bajbars je bil nato v Hami prodan Ala al-Dinu Idikinu al-Bundukariju, visoko pozicioniranumu Egipčanu, ki ga je odpeljal v Kairo. Leta 1247 je bil al-Bundukari aretiran in egiptovski sultan As-Salih Ajub je zasegel njegove sužnje, vključno z Bajbarsom.
Egiptovski učenjak al-Šarani (umrl 973/1565) ga je štel za Ibn Arabijevega učenca.

### Vzpon na oblast
Leta 1250 je v dveh večjih bitkah sodeloval pri porazu sedme križarske vojne Ludvika IX.  V prvi bitki pri al-Mansuri je zvijačno odprl vrata navidezno zapuščenega mesta in nato ujel križarje, ki so vdrli vanj.  Njegova vojska in meščani so križarje napadli in ubili Roberta Artoisa in Viljema Longespéeja Mlajšega in večino templjarjev. Preživelo je le pet templjarjev, po nekaterih podatkih samo dva in en hospitalec. V bitki pri Fariskurju, ki je v bistvu končala sedmo križarsko vojno in privedla do ujetja Ludvika IX., je egiptovskim silam poveljeval sultan Turanšah, mladi sin nedavno preminulega as-Saliha Ajuba. Kmalu po zmagi nad križarji sta Bajbars in skupina mameluških vojakov umorila Turanšaha, zaradi česar je bila za sultanko imenovana Ajubova vdova Šadžar al-Dur.
Leta 1254 je v Egiptu prišlo do spremembe oblasti, ko je Ajbak ubil Farisa ad-Dina Aktaja, vodjo bahrijskih mamelukov. Nekateri Farisovi mameluki, med njimi Bajbars in Kalavun al-Alfi, so pobegnili k an-Nasirju Jusufu v Sirijo in an-Nasirja prepričali, naj prelomi mirovni sporazum in napade Egipt. Ajbak je an-Nasirja opozoril, da so mameluki, ki so se zatekli v Sirijo, nevarni. An-Nasirju je bil pripravljen podeliti svoje posesti ob sredozemski obali v zameno za njihov izgon, vendar jih an-Nasir Jusuf ni hotel izgnati in jim je namesto tega vrnil posestva, ki jih je podelil Ajbak. Leta 1255 je an-Nasir Jusuf poslal na egiptovsko mejo nove sile, okrepljene s  številnimi Aktaijevimi mameluki, med njimi Bajbarsom in Kalavunom al-Alfijem, vendar je bil ponovno poražen. Leta 1257 so Bajbars in drugi bahrijski mameluki zapustili Damask in se odpravili v Jeruzalem, kjer so odstavili guvernerja Kutuka in izropali tržnice, in vse to ponovili v Gazi. Kasneje so se v Nablusu borili proti silam an-Nasirja Jusufa in nato pobegnili in se pridružili silam al-Mughita Omarja v Keraku. Združene sile so med Ajbakovo vladavino zaman poskušale vdreti v Egipt.
Bajbars je nato v Egipt poslal Ala al-Dina Tajbarsa al-Vazirija, da bi se s Kutuzom pogajal o Bajbarsovi vrnitvi v Egipt, ki je bila z veseljem sprejeta. Bajbars je bil pod sultanom Kutuzom poveljnik njegove vojske v bitki pri Ajn Džalutu leta 1260, v kateri je odločilno premagal Mongole. Po bitki je bil sultan Kutuz med lovskim pohodom umorjen. Po njegovi smrti se je govorilo, da je bil v umor vpleten Bajbars, ker je pričakoval, da bo za svoj vojaški uspeh nagrajen z guvernerstvom Alepa, vendar ni bil. Pokojnega Kutuza je na položaju egiptovskega sultana nasledil Bajbars.

### Sultan
Kmalu po Bajbarsovem vzponu na prestol je bil njegov položaj potrjen brez resnejšega odpora, razen s strani Alam al-Din Sindžarja al-Halabija, mameluškega emirja, ki je bil dovolj priljubljen in močan, da je zahteval oblast v Damasku. Tudi grožnja Mongolov je bila še vedno dovolj resna, da bi jo lahko šteli za grožnjo Bajbarsovi oblasti. Bajbars se je odločil, da bo najprej obračunal s Sindžarjem, in je odkorakal na Damask. V istem času sta se izkazala emirja Hame in Homsa in premagala Mongole v prvi bitki pri Homsu, kar je za nekaj časa odpravilo mongolsko grožnjo. 17. januarja 1261 so Bajbarsove sile pred Damaskom uspele premagati Sindžarjeve in zatem napadle mesto in ga kmalu osvojile. 
Kratek upor, ki ga je vodil vodilni šiitski voditelj al-Kurani, se je zgodil tudi v Kairu. Al-Kurani naj bi prihajal iz Nišapurja. Zabeleženo je, da so al-Kurani in njegovi privrženci med nočnim napadom napadli skladišča orožja in hleve v Kairu. Bajbarsu je uspelo upor hitro zatreti. Al-Kuranija in še enega uporniškega voditelja so usmrtili s križanjem v Bab Zuvejli.
Po zatrtju Sindžarjevega upora se je Bajbars spopadel z Ajubidi in  hkrati na tiho odpravil kneza Keraka. Ajubidi, kot so bili emir Homsa al-Ašraf Musa  in dinastija Ajubidskih emirjev Hame al-Mansurja Mohameda II., ki so v preteklosti odvračali mongolsko grožnjo, so lahko nadaljevali svojo vladavino v zameno za priznanje Bajbarsa kot suverena.
Potem ko so Mongoli leta 1258 osvojili in izropali Bagdad in strmoglavili abasidske kalife v Iraku, je ostal muslimanski svet brez kalifa, teoretično vrhovnega verskega voditelja, ki je včasih izkoristil svoj položaj, da je  oddaljenim muslimanskim vladarjem podelil legitimnost s pošiljanjem listin o investituri. Ko je tako leta 1261 v Kairo prispel abasidski begunec Abu al-Kasim Ahmed, stric zadnjega abasidskega kalifa al-Mustasima, ga je Bajbars razglasil za kalifa al-Mustansirja II. in od njega prejel investituro za sultana. Žal so Mongoli še isto leto al-Mustansirja II. ubili med nepremišljeno ekspedicijo za ponovno osvojitev Bagdada. Leta 1262 je bil za kalifa razglašen al-Hakim I., tudi Abasid, domnevno praprapravnuk kalifa al-Mustaršida, ki je preživel poraženo ekspedicijo. Z njim je bila uvedena linija abasidskih kalifov Kaira, ki je trajala vse do leta 1517. Tako kot njegov nesrečni predhodnik je tudi al-Hakim I. prejel formalno Bajbarsovo prisego zvestobe, s katero je Bajbarsu zagotovil legitimnost. Četudi večina muslimanskega sveta abasidskih kalifov ni jemala resno, saj so bili zgolj instrumenti sultanov, so njihovi vladavini vseeno dajali določeno legitimnost.

### Nadaljevanje pohoda proti križarjem
30. marca 1271 je Bajbars, potem ko je zavzel manjše gradove na tem območju, vključno s Chastel Blancom (arabsko Burdž Safíta, Beli stolp), oblegal Krak des Chevaliers, ki so ga držali hospitalci. Kmetje, ki so živeli na tem območju, so se zaradi varnosti zatekli v grad in so bili zadržani na zunanjem dvorišču. Takoj ko je prispel, je Bajbars je začel postavljati mangonele, močna oblegovalna orožja, in jih usmeril proti gradu. Po Ibn Šadadovih besedah so oblegovalci dva dni pozneje zavzeli prvo obrambno linijo, verjetno obzidan prostor pred vhodom v grad. Po desetih dneh zatišja so oblegovalci garniziji poslali pismo, domnevno Huguesa de Revela, velikega mojstra hospitalcev v Tripoliju, ki jim je dal dovoljenje za predajo. Garnizija se je predala in sultan je vsem prizanesel. Novi lastniki gradu so se lotili popravil, osredotočenih predvsem na zunanje dvorišče. Kapela hospitalcev je bila preurejena v mošejo, ki sta ji bila dodana dva mihraba. 
Bajbars je nato svojo pozornost usmeril na Tripoli, vendar je tam obleganje prekinil in maja 1271 sklenil premirje. Padec Antiohije je privedel do kratke devete križarske vojne, ki jo je vodil angleški princ Edvard. Slednji je  maja 1271 priplul v Akro in se poskušal povezati z Mongoli proti Bajbarsu. Bajbars je zato razglasil premirje s Tripolijem in samim Edvardom, ki mu tako ali tako ni uspelo osvojiti nobenega Bajbarsovega ozemlja. Po nekaterih poročilih je Bajbars poskušal Edvarda zastrupiti, kar je princ preživel in se po neuspeli križarski vojni leta 1272 vrnil domov. 

### Pohod proti Makuriji
Leta 1265 je mameluška vojska domnevno napadla Makurijo (Nubijo) in prodla vse do Dongole. Vojska je hkrati prodirala tudi proti jugu afriške obale Rdečega morja in s tem ogrozila Nubijce. Leta 1272 je kralj David odkorakal proti vzhodu in napadel pristaniško mesto Ajdhab na pomembni romarski poti v Meko. Nubijska vojska je mesto uničila in s tem "udarila v samo srce islama". Odgovor na uničenje je bila mameluška kazenska odprava, ki pa ni prišla dlje od drugega katarakta. Tri leta pozneje so Makurijci napadli in uničili Asuan. Tokrat se je Bajbars odzval z dobro opremljeno vojsko, ki se je v začetku leta 1276 odpravila iz Kaira v spremstvu Maškuda ali Šekanda, bratranca kralja Davida. Mameluki so Nubijce premagali v bitkah pri Gebel Adi in Mejnartiju in nazadnje pri Dongoli. David je pobegnil na jug v kraljestvo Abvab, kjer so ga ujeli. Kralj Abvaba ga je izročil Bajbarsu, ki ga je ukazal usmrtiti.
Bajbars je nato dokončal osvajanje Nubije, vključno s srednjeveško spodnjo Nubijo, ki ji je vladal Banu Kanz, polnomadska muslimanska dinastija arabskega porekla. V skladu z mirovnimi pogoji so bili Nubijci zdaj podvrženi plačevanju džizje, v zameno pa so po islamskem pravu kot "ljudje iz Knjige" lahko ohranili svojo vero. Dovoljeno  jim je bilo, da jim še naprej vlada kralj iz domače kraljeve družine, ki pa ga je osebno izbral Bajbars. V praksi je to pomenilo, da je Makurija izgubila neodvisnost in postala mameluški vazal.

#### Kampanja proti Ilkanatu
Leta 1277 je Bajbars napadel seldžuški Sultanat Rum, ki je bil takrat pod oblastjo Mongolov iz Ilkanata. V bitki pri Elbistanu je premagal vojsko Ilkanata in zavzel mesto Kayseri. Možnost mongolskega protinapada ga je prepričala, da se je vrnil v Sirijo,  saj je bil daleč od svojih oporišč in oskrbovalnih poti. Po vrnitvi v Sirijo je poveljnik mameluške predhodnice Iz al-Din Ajbeg al-Šejhi dezertiral k Mongolom. Bajbars je svojega generala Tajbarsa al-Vazirija poslal napast armensko mesto al-Rumana, katerega prebivalci so prej skrivali Mongole.

### Smrt
Bajbars je umrl v Damasku 30. junija 1277, star 53 let. Njegova smrt je bila predmet nekaj akademskih ugibanj. Mnogi viri se strinjajo, da je umrl zaradi popitja zastrupljenega kumisa, ki je bil namenjen nekomu drugemu. Drugi viri pišejo, da je morda umrl zaradi rane, ki jo je utrpel med pohodom, ali zaradi bolezni. Pokopan je bil v Knjižnici Az-Zahirja v Damasku.

## Družina
Sultan Bajbars je imel več žena.
- Ajšo al Bušnati, plemkinjo iz ugledne arabske družine iz Tripolija, je spoznal med obleganjem Tripolija. Ajša je bila bojevnica, ki se je skupaj s svojim bratom, namestnikom Hasanom, borila proti križarjem. O njej obstajajo nasprotujoče si zgodbe o tem, ali se je z Bajbarsom vrnila v Egipt ali je bila mučeniško umorjena v Tripoliju.
- Druga žena je bila hči emirja Sajfa ad-Dina Nogaja at-Tatarija.[48]
- Tretja žena je bila hči emirja Sajfa ad-Dina Tamajija[48]
- Četrta žena, Iltumiš Hatun,[49] je bila hči nekdanjega horezemskega emirja Berke Kana. Iltumiš je bila mati njegovega sina al-Saida Baraka.[50] Umrla je leta 1284 ali 1285.
- Peta žena je bila hči mongolskega emirja Karmuna Age.[51] Z njo je imel tri sinove - al-Saida Baraka, Solamiša in Hizirja[48] in sedem hčera. Ena od njih je bila Tidkarbaj Hatun.[52]

## Zapuščina
Kot prvi sultan mameluške Bahrijske dinastije se je Bajbars izredno povzpel po mameluški družbeni lestvici zlasti po leto 1260, ko je poveljeval mameluškim silam v odločilni bitki pri Ajn Džalutu proti mongolskim silam iz Sirije. V muslimanskem svetu je stoletja veljal za narodnega junaka, na Bližnjem vzhodu in v Kazahstanu še vedno velja za takega, v krščanskem svetu tistega časa pa je bil  zaradi svojih uspešnih pohodov proti križarskim državam zelo osovražen. 
Imel je pomembno vlogo pri spreobrnitvi Mongolov v islam, vzpostavil  močne vezi z Mongoli iz Zlate horde in povabil njihovo delegacijo v Egipt. Njihov prihod v Egipt je bil spodbuda, da je veliko Mongolov sprejelo islam.

### Vojaška zapuščina
Bajbars je bil v muslimanskem svetu priljubljen vladar, ki je v treh pohodih premagal križarje in Mongole v bitki pri Ajn Džalutu. To bitko mnogi zgodovinarji štejejo za zelo pomembno tudi z makrozgodovinskega vidika. Za podporo svojim vojaškim pohodom je zgradil arzenale ter vojne in tovorne ladje. Prav tako je bil verjetno prvi, ki je v bitki izven Kitajske uporabil smodniške ročne topove. Nekateri zgodovinarji to trditev izpodbijajo in trdijo, da se ročni topovi na Bližnjem vzhodu niso pojavili vse do 14. stoletja. 
Na vojaške pohode se je odpravljal tudi v Libijo in Nubijo. 

### Kultura in znanost
Bil je učinkovit administrator, ki se je zanimal tudi za gradnjo infrastrukture, na primer kurirske službe, ki je lahko v štirih dneh dostavila sporočila iz Kaira v Damask. Gradil je mostove, namakalne in ladijske kanale, izboljšal pristanišča ter gradil mošeje. Bil je mecen islamske znanosti in podpiral medicinske raziskave svojega arabskega zdravnika Ibn al-Nafisa. Kot dokaz posebnega odnosa islama do mačk je Bajbars v Kairu kot vakuf, zapustil mačji vrt, ki je kairskim mačkam zagotavljal hrano in zavetje.
Njegovi spomini so bili zapisani v knjigi Sirat al-Zahir Bajbars (Življenje al-Zahirja Bajbarsa), priljubljeni arabski romanci, ki opisuje njegove bitke in dosežke. Knjiga ima junaški status v Kazahstanu, pa tudi v Egiptu, Palestini, Libanonu in Siriji. 
Al-Madrasa al-Zahirija je verska šola, zgrajena poleg njegovega mavzoleja v Damasku. Bogato zbirko rokopisov z različnih področij znanja hrani Knjižnica Az-Zahirija v Damasku.